# Annihilation Time
Annihilation Time war eine amerikanische Hardcore-Punk-Band aus Oakland in Kalifornien.

## Geschichte
Die Gruppe wurde 2001 als Quartett in Südkalifornien gegründet, ging konstant mit Bands wie Municipal Waste und Caustic Christ auf Tour und erspielte sich in den USA und in Europa eine solide Fanbasis. 2009 löste sich die Gruppe auf, fand aber für eine Tour in Australien 2015 kurzzeitig wieder zusammen.
Das selbstbetitelte Debütalbum wurde 2002 veröffentlicht. Das zweite Album wurde 2004 in den Motorwolf Studios in den Niederlanden während einer Tour aufgenommen und erschien im selben Jahr. Zum Stil der Band schrieb Tim Scott von Noisey, dass das Album die Riffs von Thin Lizzy und Motörhead mit dem „Knurren“ von Black Flag und Siege vereine. Ingo Rotkehl vom Ox-Fanzine schrieb zum dritten Album III - Tales Of The Ancient Age (2008), dass Black Flag die „deutlichsten Paten“ seien und dazu die „besten Momente“ von Electric Frankenstein mit den Soli von Iron Maiden kombiniert würden.

## Veröffentlichungen

### Alben
- 2002: Annihilation Time (Dead Alive Records, It’s Alive Records, Head On Records, Manic Ride Records)
- 2003: Live From KCSB It’s... (Ghetto-Sounds Records)
- 2004: II (Manic Ride Records, Six Weeks Records, Tankcrimes, Tym Records, Tee Pee Records)
- 2008: III - Tales Of The Ancient Age (Tee Pee Records, Reflections Records)

### Singles und EPs
- 2003: Bad Reputation (7", Dead Alive Records)
- 2006: Cosmic Unconciousness EP (EP; Tankcrimes)
- 2020: Bad Reputation / Live on KCSB (12", EP; Annihilate!)